# Steiranisia heterantha
Steiranisia heterantha là một loài thực vật có hoa trong họ Saxifragaceae. Loài này được (Hook.) Raf. miêu tả khoa học đầu tiên năm 1836.